# Ирена Яроцка
Ирѐна Ва̀нда Яро̀цка (на полски: Irena Wanda Jarocka), позната само като Ирѐна Яро̀цка (Irena Jarocka) (18 август 1946 г., Сребърна Гура – 21 януари 2012 г., Варшава), е полска певица.

## Биография

### 1946 – 1964 г.: Ранни години, семейство и образование
Ирена Яроцка е родена на 18 август 1946 г. в семейството на Хенрик (1921 – 2000) и Халина (1923 – 1984). Има трима братя, които се раждат през няколко години след нея – Хенрик, Тадеуш и Валдемар. Година след раждането ѝ семейството се премества да живее от Сребърна Гура в Гданск (в района Олива).
Там учи в V общообразователна гимназия „Стефан Жеромски“. Когато е в седми клас, започва да участва в хора и в любителския драматичен театър на местната катедрала. От 1964 г. учи в класа на оперната и оперетна певица Халина Мицкевичувна в Държавното средно музикално училище в квартал Вжешч. Същата година Гданската радиостанция обявява състезание към Студиото на полската песен. Ирена го печели и влиза в класа на Яцек Уяздовски. Там се запознава с бъдещия си съпруг Мариан Захаревич.

### 1965 – 1968 г.: Първи изяви като певица и участия на местни фестивали
Участва в конкурси за певци любители, работи заедно с вокалния състав „Флотиля“ към Военноморските сили на Полша в продължение на две години. Междувременно започва да учи в Учителския колеж по физическо възпитание и биология в Олива. През 1965 г. дебютира в клуба „Руди Кот“ в Гданск. На 19 юни същата година участва на третото издание на Националния фестивал на полската песен в Ополе (НФПП) по време на концерта „Следобеден релакс“ с песента Samotna sosna („Самотен бор“) по музика на Ромуалд Милер и текст на Ян Болгати.
На 25 юни 1966 г. участва на 4-тото издание на НФПП с песента Piosenka o piosence francuskiej („Песен за френската песен“) по време на концерта „Хитове на сезона“.
От 10 до 12 юни 1967 г. заедно със състава „Флотиля“ участва на първото издание на Фестивала на войнишката песен в Полчин-Здруй с песните Zimne morze („Студено море“), Marinero („Моряк“) и Szumi wiatr („Шуми вятърът“). С последната от тях участва и на 5-ото издание на НФПП в концерта „Премиери“ на 23 юни. По-късно същата година получава професионална диплома за певица, издадена от Министерството на културата и изкуството.

### 1968 – 1972 г.: Заминаване за Франция и себеусъвършенстване
От 23 до 25 август 1968 г. участва на 8-ото издание на Международния фестивал на песента в Сопот с песента Gondolierzy znad Wisły („Гондолиери по Висла“). С нея участва и на 6-тото издание на НФПП в концерта „Хитове на сезона“ и получава награда, а със Zegar pięknego dnia – в Śpiewamy i tańczymy („Пеем и танцуваме“).
По-късно същата година получава четиримесечна стипендия, отпусната ѝ от Полската агенция на артистите, с която заминава за Париж, където пребивава от 1969 до 1973 г. Там започва да работи в руското кабаре Chez Raspoutine („При Распутин“). След удължаването на стипендията си Ирена Яроцка усъвършенства певческите и сценичните си умения в школата Le Petit Conservatoire de la chanson на певицата Мирей, която се излъчва и като предаване по телевизията и радиото. Участва във френски радиостанции и телевизионни предавания. Първите ѝ сингли във Франция – Il faut y croire/Tu me reviendras (1969) и Tant que la barque va/Et ce sera moi (1970) – са издадени от звукозаписната компания „Филипс“.

### 1973 – 1979 г.: Завръщане в Полша, първи албум и участия на международни фестивали
През 1973 г. певицата се завръща в Полша и започва поредица от успешни изяви. Първото ѝ участие е на 11-ото издание на НФПП с песента Śpiewam pod gołym niebem („Пея под голото небе“) в концерта „Премиери“. След това – на 7-ото издание на Фестивала на войнишката песен в Колобжег с Ballada o żołnierzu, któremu udało się powrócić („Балада за войника, който успя да се върне“), за която печели „Сребърен пръстен“ и наградата на Съюза на борците за свобода и демокрация (ZBoWiD). Третото ѝ участие е на Сопотския фестивал с Il faut y croire, където печели наградата „Мис обектив“.
Следващата година бележи издаването на първия ѝ студиен албум – W cieniu dobrego drzewa („В сянката на доброто дърво“) – от звукозаписната компания „Пронит“. С песните Wymyśliłam cię („Измислих те“), композирана от съпруга ѝ Мариан Захаревич и Ян Залевски и с текст на Ян Залевски, и Słowo jedyne – ty („Една-единствена дума – ти“) Ирена Яроцка се явява на Сопотския фестивал, на който е удостоена с наградата на публиката, а първата песен печели титлата „Хит на фестивала“ и наградата на вестник „Глос Вибжежа“ за песен на годината. От дебютния ѝ албум Wymyśliłam cię и Motylem jestem („Аз съм пеперуда“; музика: Анджей Кожински, текст: Анджей Тилчински) остават сред най-познатите песни в кариерата ѝ, а втората е обявена за хит на годината от Полското радио. Други участия през тази година са на Фестивала на войнишката песен, на „Братиславска лира“, на „Златният Орфей“ и на Фестивала на съветската песен в Жельона Гура.
През 1975 г. участва на фестивала в Колобжег, на този в Жельона Гура, изнася рецитал на Сопотския фестивал и участва в концерта „Микрофон и екран“ на Ополския фестивал с Motylem jestem (обявена по-късно за песен на годината) и Te linie, te koła. На него е удостоена с първата си златна плоча за успешните 180 хиляди продадени копия на дебютния албум от предишната година. Издадени са единствените ѝ сингли на немски език (Junge Liebe/Warum weint der Wind и Sag ihm, dass ich ihn liebe/Auf dem Bahnsteig Nr. 8) към „Уорнър Рекърдс“ под името Ирена Ярова. Снима се във филма Motylem jestem, czyli romans czterdziestolatka на режисьора Йежи Грузи, който излиза на голям екран следващата година.
Втория си албум, Gondolierzy znad Wisły, певицата издава през 1976 г. Изнася турне в 15 града в Чехословакия заедно с оркестъра на Карел Вагнер и певицата Хана Загорова. С песните Kawiarenki („Кафенета“) и Słowo jedyne – ty се явява на 14-ото издание на НФПП в Ополе. След него изнася рецитал от четири песни на Сопотския фестивал. През октомври претърпява пътно произшествие във Варшава, в което главата ѝ се удря в ръба на предния капак, а коленете ѝ е на колата. Приета е в болница, където е в безсъзнание в продължение на 14 часа, но след като се съвзема напълно, на 20 ноември участва в 7-ото издание на Световния фестивал на популярната песен в Токио, където изпява Kawiarenki, но на френски език под заглавието Le petit café de Paris и за изпълнението печели награда. В края на годината Kawiarenki е обявена за хит на годината и се нарежда сред най-познатите ѝ песни и до днес.
През следващите години работи с групите „Поляне“, „Червоне Гитари“ и „Будка Суфлера“. Изнася концерти в Полша и чужбина (ГДР, ФРГ, Чехословакия, България, Швейцария, Италия, Португалия, Люксембург, Австралия, Франция, както и в САЩ и Канада).
През 1979 г. чехословашката звукозаписна компания „Супрафон“ издава албума Koncert, записан с оркестъра на Карел Вагнер и включващ кавъри на няколко езика както от репертоара на Хана Загорова, така и на нейни собствени песни.

### 1980 – 1999 г.: Нататъшна кариера
През 1981 г. заедно с други полски артисти изнася съвместното турне Bądźmy wszyscy dobrej myśli („Нека всички бъдем оптимисти“) за полската общност в САЩ и Канада. През този период издава няколко албума и изнася редовно концерти в Полша и чужбина.
През 90-те години изнася концерти и турнета предимно в САЩ и Канада. През 1999 г. получава американско гражданство.

### 2000 – 2012 г: Последни години на творческа дейност и смърт
През 2007 г. се завръща в Полша. През ноември издава автобиографията си, озаглавена Motylem jestem, czyli piosenka o mnie samej („Аз съм пеперуда, или песен за мен самата“).
Умира на 66-годишна възраст на 21 януари 2012 г. в болница във Варшава вследствие на злокачествен тумор – мозъчен глиом. Погребението ѝ се състои на 27 януари в църквата „Свети Карло Баромео“ на Повонзковското гробище.
Последният ѝ студиен албум, Piosenki francuskie („Френски песни“), включващ интерпретации на любимите френски песни на певицата, е издаден посмъртно на 27 април същата година.

## Личен живот
През юни 1972 г. се жени за Мариан Захаревич в Гдиня, който пише песни за нея и става неин мениджър. Двамата имат и една обща песен Kocha się raz („Веднъж се обича“). Развеждат се след 4-годишен брак.
След катастрофата през 1976 г. заживява заедно с Михал Соболевски, с когото сключва брак едва през 1989 г. и с когото остава до края на живот си. През 1982 г. се ражда дъщеря им Моника.

## Дискография
| - 1974 – W cieniu dobrego drzewa - 1976 – Gondolierzy znad Wisły - 1977 – Wigilijne życzenie - 1978 – Być narzeczoną twą - 1979 – Koncert - 1981 – Irena Jarocka - 1987 – Irena Jarocka - 1992 – My French Favorites - 2001 – Mój wielki sen - 2004 – Kolędy bez granic - 2008 – Małe rzeczy - 2010 – Ponieważ znów są Święta - 2012 – Piosenki francuskie | - 1994 – Kolekcja (vol. 1) - 1994 – Kolekcja (vol. 2) - 1995 – Wielkie przeboje - 1998 – Odpływają kawiarenki - 2005 – Moje złote przeboje - 2005 – Piosenki o miłości - 2010 – Największe przeboje, część 1 - 2010 – Największe przeboje, część 2 - 2011 – 40 piosenek Ireny Jarockiej |

## Награди, признания и отличия
- 1968 – първо място в телевизионния конкурс Telewyzyjna Giełda Piosenki за песента Gondolierzy znad Wisły;
- 1970 – награда „Сребърен хермелин“, награда на град Рен и награда за изпълнение на песента Et ce sera moi на Международния фестивал в Рен, Франция;
- 1973 – награда „Сребърен пръстен“ na Фестивала на войнишката песен в Колобжег за песента Ballada o żołnierzu, któremu udało się powrócić („Балада за войника, който успя да се върне“);
- 1974 – награда на публиката на Международния фестивал на песента в Сопот;
- 1975 – награда „Сребърен гвоздей за сезон 1974“ за второ място в анкетата за популярност на в. „Полски куриер“;
- 1975 – II награда на фестивала Coupe d'Europe musicale във Филах, Австрия;
- 1976 – награда „Сребърен гвоздей за сезон 1975“ за второ място в анкетата за популярност на в. „Полски куриер“;
- 1976 – награда на Световния фестивал на популярната песен в Токио за песента Le petit café de Paris („Малкото парижко кафене“), версия на френски на оригиналната Kawiarenki („Кафенета“)[7];
- 1977 – награда „Сребърен гвоздей за сезон 1976“ за второ място в анкетата за популярност на в. „Полски куриер“;
- 1978 – награда на фестивала в Палма де Майорка за песента Wymyśliłam cię („Измислих те“);
- 1978 – II награда на Шлагерния фестивал в Дрезден (ГДР) за песента Mój słodki Charlie („Мой сладък Чарли“);
- 1978 – награда на фестивала в Лимасол, Кипър;
- 1979 – награда „Сребърен гвоздей за сезон 1978“ за второ място в анкетата за популярност на в. „Полски куриер“.